# 奧真奈美
奥 真奈美（1995年11月22日—），前日本女子團體AKB48成員，日本東京都出身，office48所屬。2011年離團後，表示欲專心學業並終止所有演藝活動，後來在2018年回歸藝能界。

## 經歷
2006年2月26日，奧真奈美因參加AKB48的第二期生追加徵選而入選進入AKB。同年4月1日，與其他第二期生一同在
2007年7月8日，以第四張單曲《BINGO!》正式被選拔為演唱成員之一，當時年僅11歲又237日（此紀錄其後由SKE48的松井珠理奈打破）。亦因個人生涯規畫因素，此次亦是唯一一次選拔成員身分演唱單曲。
2009年4月下旬，因為奧斯戈德氏病而在AKB48劇場的公演中休演，之後在3個月後的7月26日正式回歸。同年8月23日，在日本武道館舉行的《讀賣新聞創刊135周年纪念演唱會 AKB104選拔成員組閣祭》演唱會夜場中被宣布，於同年12月移藉分隊Team B，亦為新Team B當中最年少的成員及隊中唯一一位初中生。
2010年5月12日，以「おぐまなみ（Ogu Manami）」之名義推出SOLO單曲，是繼Team K的大堀惠及增田有華後推出個人單曲的第3人。而這單曲為《丸少爺》的片尾曲。
2011年2月21日，宣布了因學業原因預定於同年4月畢業。
2011年4月8日，在「TeamB 5th Stage「劇場的女神」」的畢業公演中從AKB48畢業。其後雖未正式宣布引退，但其後已停止所有演藝活動。
2016年4月1日，在AKB48劇場的《二期生十周年紀念公演》的安可中，奧真奈美再次登上舞台，與觀眾見面。
2018年3月5日，宣告復出日本藝能界，並加入 Flave Entertainment，參與模特兒工作。
2020年7月19日，加入Oscar Promotion。
2022年加入walk zero。

## 人物
- 身高158公分，血型B型。[2]
- 父親是意大利人，母親是日本人。
- 和學年相差10年，同為AKB48的篠田麻里子十分要好。

## AKB48在籍時的参加曲
- BINGO!
- 馬路須加學園頂尖藍調

Under Gril名義
- 因為喜歡你
- 被偷了的唇
- 專屬於我的value
- 偶然的十字路

Team B名義
- 愛的跳躍

## AKB在籍時的分組參加曲
TeamK 1st Stage 「Party開始了」公演
1. 同班同學

TeamK 2nd Stage「青春女孩」公演
1. 雨中動物園

TeamK 3rd Stage「脑内天堂」公演
1. 骨頭華爾滋

向日葵组 1st Stage「我的太阳」公演
1. 不要叫我偶像

※小野惠令奈的替補
向日葵组 2nd Stage「不要让梦想死去」公演
1. 隔壁的香蕉

※小野惠令奈的替補
TeamK 4th Stage「最终钟声鸣响」公演
1. 初恋小偷

TeamK 5th Stage「引体后空翻」公演
1. 愛之色

THEATER G-ROSSO「不要让梦想死去」公演
※ 不演出
TeamB 5th Stage「劇場的女神」公演
1. 你好 得的初戀
2. 夜風的惡作劇 ※

※柏木由紀的solo under

## 演出

### 節目
- からだであそぼ（日语：からだであそぼ）（2006年11月20日 - 2008年 、NHK教育）
- AKB0時59分!（2008年6月2日 - 23日、日本電視台）
- AKB48神TV（2008年8月3日、家庭劇場）
- AKBINGO!（2008年11月26日 - 2011年1月5日・不定期出演、日本電視台）
- 週刊AKB（2009年10月30日 - 2011年3月4日・不定期出演、日本電視台）

### 電視劇
- 馬路須加學園 第3、4、5話、最終話（2010年1月22日 - 2月5日、3月26日，東京電視台） - 飾演 ManaMana
- 來自櫻花的信 ～AKB48 各自的畢業故事～（2011年2月26日 - 3月6日，日本電視台） - 飾演 奥真奈美
- 馬路須加學園2 第4話（2011年5月6日、東京電視台） - 飾演 ManaMana（回想）

### 廣播
- AKB48 明日までもうちょっと （2008年2月4日・9月22日・10月20日・2009年10月12日、文化放送）

### 廣告
- リトルミスマッチ（2008年 - ） - 代言人

## 唱片

### 單曲
| 發售日               | 名稱                 | 最高 週間 順位       | 形式                 | No:                  | 備考                 |
| Nippon Crown唱片公司 | Nippon Crown唱片公司 | Nippon Crown唱片公司 | Nippon Crown唱片公司 | Nippon Crown唱片公司 | Nippon Crown唱片公司 |
| -------------------- | -------------------- | -------------------- | -------------------- | -------------------- | -------------------- |
| 2010年5月12日        | 蜗牛                 | 圏外                 | 通常盤               | CRCA-1011            | おぐまなみ名義       |

## 外部連結
- テーマ「奥」 （页面存档备份，存于）秋元才加・梅田彩佳・奥真奈美・小林香菜・增田有華・宮澤佐江官方博客「1LDK6人暮らし」（脱退更新完了）
- おぐまなみ特設網站 （页面存档备份，存于） NIPPON CROWN)

事務所連結
- （页面存档备份，存于）